# Jinlong
Jinlong (Yinlong downsi Xu, Forster, Clark & Mo, 2006) – dwunożny roślinożerca, najstarszy i najprymitywniejszy ceratops. Jego szczątki odnaleziono w centralnej Azji, żył pod koniec jury 161-156 milionów lat temu. Być może często padał ofiarą guanlonga – najstarszego znanego, niedawno odkrytego, przedstawiciela rodziny tyranozaurów. Nazwa rodzajowa jinlonga pochodzi od mandaryńskich słów oznaczających "ukryty smok" – jest to nawiązanie do filmu Przyczajony tygrys, ukryty smok, którego część scen kręcono niedaleko lokalizacji, z której pochodzi jedyna znana dotychczas, a odkryta w 2004 roku, skamieniałość jinlonga – świetnie zachowany szkielet wraz z czaszką. W części brzusznej szkieletu znaleziono gastrolity. Epitet gatunkowy to ukłon w stronę nieżyjącego już Willa Downsa, uczestnika wielu wypraw paleontologicznych do Azji. Skamieniałość jinlonga została znaleziona w górnej części formacji Shishugou (wieku oksfordzkiego, górna jura) na terenie Sinciangu. Jinlong jest najstarszym i najprymitywniejszym znanym przedstawicielem ceratopsów, więc jego odkrycie pozwoliło rzucić nieco światła na pochodzenie całej tej grupy. Mały rogowy dziób w przedniej części górnej szczęki jest cechą pozwalającą bez wątpienia uznać jinlonga za ceratopsa, ale posiadał on również cechy charakterystyczne dla pachycefalozaurów. Kość łuskowa posiadała na przykład charakterystyczną ornamentacją, dotąd uważaną za autapomorfię (unikatową zaawansowaną cechę) pachycefalozaurów. Teraz wydaje się ona być po prostu synapomorfią (wspólną zaawansowaną cechą) marginocefali.

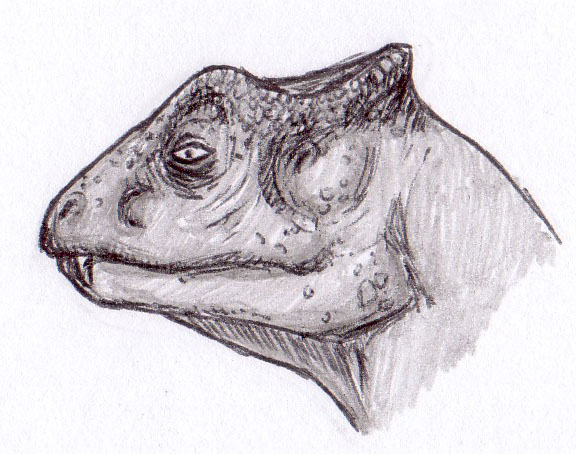
Szkic Jinlog

Kolejnymi łącznikowymi cechami są, chociażby: względnie mała (w stosunku do reszty ciała) czaszka, pewne szczegóły w jej budowie, jak również konstrukcja miednicy. Jego jeszcze bardzo pierwotna prakryza była zbudowana na bazie kości łuskowej, a nie ciemieniowej jak u późniejszych ceratopsów. Odkrycie jinlonga nie tylko wspiera monofiletyczność marginocefali, ale również wskazuje, dzięki jego jeszcze pierwotniejszym cechom, na ich związek z heterodontozaurami. Dla marginocefali (pachycefalozaurów i ceratopsów) oraz heterodontozaurów utworzono więc nową grupę taksonomiczną – heterodontozaurokształtne (Heterodontosauriformes). W 2007 r. bliskie pokrewieństwo między marginocefalami a heterodontozaurami zostało zakwestionowane przez autorów opisu eokursora, według których heterodontozaury są bazalnymi dinozaurami ptasiomiednicznymi. Pozycja systematyczna tej grupy pozostaje przedmiotem sporów.

## Klasyfikacja
- Dinosauria
- Ornithishia
- Heterodontosauriformes
- Marginocephalia
- Ceratopsia

## Lokalizacja
Azja, Chiny, Sinciang, okolice Wucaiwan; Kotlina Dżungarska

## Stratygrafia
górna część formacji Shishuguou

## Długość
około 1,2 m